# Heterocampa olivata
Heterocampa olivata är en fjärilsart som beskrevs av Alpheus Spring Packard 1864. Heterocampa olivata ingår i släktet Heterocampa och familjen tandspinnare. Inga underarter finns listade i Catalogue of Life.